# Lebinthus cyclopus
Lebinthus cyclopus är en insektsart som beskrevs av Robillard 2010. Lebinthus cyclopus ingår i släktet Lebinthus och familjen syrsor. Inga underarter finns listade i Catalogue of Life.